# 도시에서 그녀가 피할 수 없는 것들
도시에서 그녀가 피할 수 없는 것들은 2008년에 제작된 단편 영화이다.

## 줄거리
철거 작업으로 거대한 기중기에 매달린 집에서 사는 한 여자의 도시생활을 그린 단편 영화이다.

## 등장 인물

### 주인공
- 정연주 : 여자 역
- 이돈용 : 고양이 역

## 수상 이력
- 2008년 4회 인티에니페스트 대상
- 2008년 7회 미쟝센 단편 영화제 심사위원 특별상
- 2008년 9회 서울국제영화제 베스트웹 작품상
- 2008년 10회 서울국제여성영화제 우수상